# Tarimbækkenet
Tarimbækkenet er et område der ligger i den kinesiske autonome region Xinjiang, i den vestlige del af i Kina, nord for Tibet.

## Geografi
Tarimbækkenet er et af de største endorheiske bækkener i verden. De centrale dele er en tør slette bestående af aflejringer og søsedimenter og er omgivet af de massive bjergkæder Tian Shan, Kunlun og Pamir. Det er den tørreste region i hele Eurasien. En stor del af området domineres af sandørkenen Taklamakan på 270.000 km². Der ud over er der flere mindre sandmassiver på fra 780 til 4.400 km². Sandklitter er det dominerende landskabstræk.
Nedbøren i Tarimbækkenet er ekstremt sparsom, og nogle år er der ingen nedbør over hovedet. I Taklamakanørkenen og i Lop Nor-bækkenet er den gennemsnitlige årsnedbøren på omkring 12 mm. Ved foden af bjergene og i flere andre områder i flodbækkenet når nedbøren op til fra 50 til 100 mm årlig. I Tien Shan er der mere fugtigt med årsnedbør som ofte overstiger 500 mm. Maksimumstemperaturene i Tarimbækkenet ligger omkring 40 °C.
Tarimbækkenet har sit laveste punkt ved Lop Nor, en saltrig sump lavning i den østlige del af området. Tarim, den største flod i bækkenet, havde tidligere udløb i Lop Nor, men på grund af bortledning af vand til vanding, ender den nu 150 km længere mod vest. Lop Nor var tidligere også Kinas sted for atomprøvesprængninger.
Området antages at have store reserver af olie og naturgas, og der er allerede udvindingsprojekter i gang i de centrale dele af Taklamakan.

## Befolkning
Tarimbækkenet har en spredt befolkning af uighurer og andre centralasiatiske folk som kasakher, kirgisere og tadsjiker. Der bor også en stor andel hankinesere i området, mange af dem indvandret i de senere år fra andre dele af Kina.

## Historie
I tidligere tider blev de nu uddøde tokariske sprog talt i Tarimbækkenet. Dette var de østligste af de indoeuropæiske sprog.
Det kinesiske navn "Yuezhi" (eller Yüeh-Chih) betegnede et centralasiatisk folk som holdt til i det nuværende Gansu. Da de blev besejret af xiongnufolket drog de vestover mod Tarimbækkenet og derefter mod syd hvor de oprettede Kushanriget i det nordlige Indien.
Kineserne, under ledelse af general Ban Chao (32-102 e.Kr.), fravristede xiongnufolket kontrollen over Tarimbækkenet ved slutningen af det første århundrede e.Kr.
De mægtige kushanere ekspanderede tilbage til Tarimbækkenet under de 1. og 2. århundreder. De etablerede et kongedømme i Kashgar og kappedes med nomader og kinesere om at dominere området. De indførte brahmiskrift, det indiske prakritsprog for administration, og den buddhistiske religion. De spillede en vigtig rolle da buddhismen blev indført til Østasien langs Silkevejen.